# Vancouver Peninsula
Vancouver Peninsula ist ein kleiner Ort im australischen Bundesstaat Western Australia. Er liegt etwa fünf Kilometer Luftlinie von Albany entfernt auf der anderen Seite des King George Sound. Die einzigen Wohngebäude von Vancouver Peninsula ist das Ferienlager Camp Quaranup am Geake Point. 
Vancouver Peninsula gehört zum traditionellen Siedlungsgebiet des Aborigines-Stammes der Mineng. Der Name bezieht sich auf George Vancouver, einen britischen Offizier und Entdecker, der 1791 als erster Europäer die Bucht besuchte. Ursprünglich gehörte Vancouver Peninsula zu Frenchman Bay, das im Jahr 2000 aufgeteilt wurde.

## Geografie

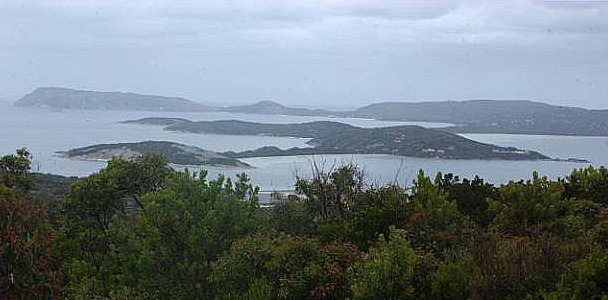
Blick vom Mount Clarence in Albany auf die Vancouver-Halbinsel

Vancouver Peninsula liegt auf Vancouver-Halbinsel, welche Teil der Torndirrup-Halbinsel ist und von dieser abgehend rund fünf Kilometer in die Bucht hineinragt. Die Halbinsel erstreckt sich im Osten rund sechseinhalb Kilometer am King George Sound und im Osten nicht ganz sieben Kilometer am Princess Royal Harbour entlang, den sie vom Rest der Bucht abtrennt. Der westlichste Punkt von Vancouver Island heißt Geake Point, im Norden liegen die beiden Landspitzen Possession Point und Bramble Point.
Auf der Straße sind es rund 20 Kilometer rund um den Princess Royal Harbour von Albany nach Vancouver Island. Man passiert dabei den Torndirrup-Nationalpark, der die Südküste der gleichnamigen Halbinsel umfasst.
Südlich von Vancouver Island liegen die Orte Big Grove und Goode Beach.
An der Küste des King George Sound liegen die Strände Goode Beach, Whaling Cover und Barker Bay.

## Bevölkerung
Auf Vancouver Peninsula lebten 2016 permanent drei Menschen, alle männlich.